# Равда
Равда е курортно село в Югоизточна България. То се намира в община Несебър, област Бургас.

## География
Равда се намира на 3 km от Ахелой, на 4 km от общинския център Несебър, на 7 km от Слънчев бряг, на 25 km от летище Бургас и на 30 km от областния център Бургас.

## История
Към 1924 година в Равда се заселват бежанци от Егейска Македония, те са основно от Куфалово и Бозец, а няколко семейства са от Киркалово, Зорбатово, Баровица, Рамел, Пласничево, Кадиново и Вехти Пазар. Вече на 29 юли 1924 година по инициатива на Димитър Палчев се основава македонското културно-просветно и благотворително братство в Равда, което е част от Съюза на македонските емигрантски организации в България. На 16 декември 1925 година, в предвечерието на областна сбирка на Съюза на македонските младежки организации в Поморие, в Равда се основава македонска младежка организация „Павле Кониковски“.
След демократичните промени Равда се превръща в популярна туристическа дестинация. Селото има развита инфраструктура, с много новопостроени хотели и добра плажна ивица.

## Население

### Етнически състав
Преброяване на населението през 2011 г.
Численост и дял на етническите групи според преброяването на населението през 2011 г.:
|                     | Численост |
| Общо                | 2088      |
| Българи             | 1931      |
| Турци               | -         |
| Цигани              | -         |
| Други               | 10        |
| Не се самоопределят | -         |
| Неотговорили        | 133       |

## Транспорт
Постоянен автобусен транспорт осигурява връзка на Равда с Бургас, Несебър и Слънчев бряг. Маршрутни таксита, минибусове и таксита се движат по един и същ маршрут. Частен воден транспорт до Бургас и Несебър може да се договори с лодкарите.

## Културни и природни забележителности
Равда, заедно с местността, която го разделя от град Несебър, е летен морски курорт, известен в миналото с многобройните си детски, ученически и студентски почивни лагери. Редовни автобусни линии има до Бургас (на 30 мин), Слънчев бряг(20 мин) и Несебър (на 10 мин). Днес курорта разполага с хотели, частни квартири, ресторанти и дискотеки.

## Спорт
ФК „Равда 1954“ се състезава във В футболна група, отборът притежава стадион със 100 седалки и с размери на игралното поле 90/45.

## Личности
Свързани с Равда
- Георги (Гошо) Атанасов, български революционер, деец на ВМРО, през септември на 1934 година укривал Иван Михайлов в дома си в Равда при неговото бягство в Турция [6]
- Вангел Костадинов Голев, български революционер, деец на ВМРО, след 1944 година работил в ТКЗС в Равда [7]

## Галерия
- Кметството.
- Паметна плоча.
- Курортен комплекс в Равда.